# 산차 (11세기)
산차(Sancha)는 레온 왕국의 왕비로, 페르난도 1세의 부인이다.

## 가족
알폰소 5세와 그의 첫째 부인 엘비라 메넨데스(Elvira Menéndez) 사이에서 나은 딸이다. 페르난도 1세와 결혼해 우라카, 산초 2세, 엘비라, 가르시아 2세, 알폰소 6세를 낳았다.

## 같이 보기
- 페르난도 1세
- 알폰소 6세